# Shirin Tagab (distrikt)
Shirin Tagab är ett distrikt i Afghanistan. Det ligger i provinsen Faryab, i den norra delen av landet, 400 kilometer väster om huvudstaden Kabul. Administrativ huvudort är Shirin Tagab.
Distriktet beräknades år 2022 ha cirka 95 000 invånare.